# آلدئانوئبا د سان بارتلمه
آلدئانوئبا د سان بارتلمه (به اسپانیایی: Aldeanueva de San Bartolomé) یک شهرستان در اسپانیا است که در استان تولدو واقع شده‌است.

## خصوصیات
آلدئانوئبا د سان بارتلمه ۳۵ کیلومترمربع مساحت و ۵۳۰ نفر جمعیت دارد و ۵۵۹ متر بالاتر از سطح دریا واقع شده‌است.